# Georges Burou
Georges Burou (* 1910 in Algerien; † 1987; manchmal fälschlicherweise Georges Bourou geschrieben) war ein in Marokko praktizierender Gynäkologe. Er hat die Mann-zu-Frau-Vaginoplastik grundlegend beeinflusst.

## Leben und Wirken
Georges Burou wurde als Sohn eines französischen Lehrers in Algerien geboren. Dort studierte er Medizin und war bis zum Ausbruch des Zweiten Weltkriegs im Jahre 1939 Vorstand einer gynäkologischen Klinik. Im Jahre 1940 siedelte er nach Casablanca in Marokko über. Während des Krieges diente er als Arzt in der 4. Französisch-Marokkanische Gebirgsdivision und nahm 1944 an der Befreiung des Elsass teil. In Casablanca betrieb er seine Clinique du Parc in 13 Rue La Pebie.
Zu geschlechtsangleichenden Operationen kam er nach eigenen Aussagen durch einen verzweifelten Techniker eines Nachtclubs in Casablanca. Dieser fühlte sich als Frau und schämte sich für seine männlichen Geschlechtsorgane. Jahrelang bat er einen Gynäkologen nach dem anderen ihm zu helfen, aber niemand konnte oder wollte es. Er flehte Burou an ihm zu helfen, da er sonst Suizid begehen würde. Burou führte seine erste Operation 1956 durch. Unabhängig von anderen Medizinern aus diesem Gebiet (Ludwig Levy-Lenz im Berlin der 1930er; Lennox Broster im London der 1930er und 1940er; Harold Gillies im England der 1940er und 1950er; Elmer Belt im Los Angeles der 1950er) entwickelte er die „Penis-Inversion“ („anteriorly pedicled penile skin flap inversion vaginoplasty“) zur Konstruktion einer Neovagina. Dabei wird die empfindsame Haut der männlichen Genitalien genutzt um die weiblichen Genitalien anzulegen. Bis dahin wurden Hautstücke von anderer Stelle entnommen, was auch Narben an diesen Stellen mit sich brachte. Diese veränderte Vorgehensweise steigerte auch deutlich die Fähigkeit zu sexueller Erregung und Orgasmus. Möglich ist dies durch die vorsichtige Zerlegung und Platzierung des Corpus cavernosum penis und Erhaltung und Verlegung einiger sensitiver Nerven und eines Teils des Schwellgewebes. Wenn es gut durchgeführt wird, kann die postoperative Patientin starke Gefühle sexueller Erregung haben (Erektion der verbleibenden Bulbus-penis-Reste) und leicht orgasmieren (Bulbourethraldrüse, die Prostata, und Nervengewebe der Corpora bleiben intakt). Diese Technik wurde zum „Goldstandard“ für Vaginoplastik bei Transfrauen, und Varianten seiner Technik werden bis heute verwendet.
Von 1958 bis 1960 ließen mehrere „Frauendarsteller“ aus dem Pariser Club Le Carrousel die letzte Operation bei Burou durchführen, darunter Jacqueline-Charlotte Dufresnoy alias Coccinelle, Marie-Pier Ysser alias Bambi und April Ashley. Weibliche Hormone haben viele Darstellerinnen schon als Nebennutzen ihrer Arbeit im Club bekommen. Einige der Mädchen kehrten nach ihrer Operation wieder in den Club zurück und ihre erfolgreiche Operation wurde weithin bekannt. Manche wurden begehrte Liebhaberinnen prominenter, vermögender Herren. Manche vermögende Herren (inklusive Aristoteles Onassis) bezahlten die Operationen eines Mädchens aus Le Carrousel und diese wurden zeitweilig zu ihren Geliebten. Die weiteren Patienten kamen aus aller Welt, vor allem aus Deutschland, Italien und viele aus den USA. Nach der aufsehenerregenden Rückkehr von Christine Jorgensen aus Europa im Jahre 1952 nach einer Operation hatten die meisten US-amerikanischen Kliniken unter dem Druck religiöser Gruppen Regelwerke erlassen, die solche Operationen ausdrücklich verboten. Mit auf religiöser Argumentation beruhender, harscher Kritik wurde immer wieder versucht, Unterstützung für hormonelle oder operative Behandlungen zu unterdrücken. Es wurde dagegen mit Psychotherapie bis zu Aversionstherapien alles versucht, um die Patienten zu heilen. Als die Praxis von Harry Benjamin zu wachsen begann, einem Pionier in der Erforschung der „Transsexualität“, der im Gegensatz zu seinen Kollegen die wahre Geschlechtsidentität und das davon abweichende körperliche Geschlecht beschrieb, verwies auch er viele Menschen an Burou. Etwa Mitte der 1960er begannen auch andere Spitzenchirurgen Burous Technik nachzuahmen und ab 1966 begann das Johns Hopkins Hospital in einem experimentellen Programm eine begrenzte Anzahl von Operationen durchzuführen, wie es Benjamin empfohlen hatte. Auch sie verwendeten eine Variante von Burous Methode.
Burou vermied die Öffentlichkeit, um in Marokko in Ruhe seiner Arbeit nachgehen zu können, die dort illegal war. Bei der zweiten großen interdisziplinären Konferenz über Transsexualität an der Stanford University Medical School im Jahre 1973 präsentierte er erstmals formell seine neuartige Technik. Ebenso hatten zu diesem Zeitpunkt weltweit viele Chirurgen seine Technik schon abgeleitet und adaptiert. Er selbst verlangte für eine Operation etwa 3.000 bis 4.000 USD. Eine Deutsche musste im Jahre 1969 10.000 Mark im Vorhinein überweisen. Bei ihrer Ankunft 10 Tage später wurde sie darauf hingewiesen, dass sie bei tödlichen Komplikationen im Meer versenkt und der Pass verbrannt würde. Bis 1973 hatte er über 600 solcher Operationen vorgenommen. 1974 hatten über 700 Patienten diesen letzten, irreversiblen Schritt getan. Sein jüngster Patient war 17, der älteste 70 Jahre alt. „Ich verwandle keine Männer in Frauen. Ich transformiere männliche Genitale in Genitale, die einen weiblichen Aspekt haben. Der ganze Rest ist im Kopf des Patienten.“
Ein 1973 oder 1974 gedrehter siebzehnminütiger Schwarzweißfilm, welcher 1975 bei der Berlinale und 1977 bei der Documenta gezeigt wurde, zeigt in fünf gespielten Szenen die Verwandlung von Harry Günther zu „Susi“, nicht als abartiges Phänomen, sondern als persönliche Realität. Er trägt den Titel: „Ich will nicht nach Casablanca“. Der niederländische Dokumentarfilm I Am a Woman Now (Premiere 2011) von Michiel van Erp beschäftigt sich mit fünf Transfrauen im Alter von 70 bis 80, welche die Klinik Burous in Casablanca aufsuchten.